# 교사의 권위
교사(敎師)의 교육적 권위(權威)는 교사가 학생들에게 존경과 신뢰를 받음으로써 얻어지는 상대를 자기의 지도 밑에 자발적으로 따르게 하는 정신적인 힘을 말한다. 교사의 권위와 그 행사는 교사의 교육관에 좌우되며, 또한, 교사의 지도성을 좌우한다.
학생이 학습에 대한 자기활동을 유발하고, 조직하고, 발전시키도록 지도하여 교육의 효과를 올리기 위해서는, 그 지도에 권위가 수반되어야 하며, 그 권위는 교사에 의한 지도가 학생들에 대한 순수한 교육애에서 출발함과 동시에, 학생의 지적·인격적 발전에 있어 유효적절할 때에 비로소 나타난다. 참다운 교육활동은 교육애에 바탕을 둔 유효적절한 지도에 의해서만 성립된다고 할 수 있다.

## 교사의 교육관
교육이란 교사와 학생과의 관계에서 성립되며, 교사와 학생이 어떻게 결합되어 있는지에 따라 교육의 성공여부에 영향을 준다. 또한, 교사와 학생과의 관계는 그 관계를 만들어 내는 주도적인 역할을 맡고 있는 교사가 학생을 어떻게 파악하며, 어떠한 교육관을 갖고 있느냐에 따라 좌우된다.

### 권위주의 교육관
교사가 어린이를 파악하는 가장 오래된 파악방식으로, 어린이란 본래 무지몽매하고 사고가 발달하지 않은 존재여서, 교사가 관념·지식·사상 등을 가르쳐 규율이나 생활의 틀을 만들어줌으로써 비로소 인간답게 사고하고 행동할 수 있게 된다고 파악한다. 어린이를 독자적으로 사고하고 뜻을 가지고 행동하는 인격적 주체로서가 아니라, 관념이나 지식 등을 기록하는 '백지(白紙)', 사상을 넣어줄 그릇, 혹은 길들이고 조련시켜야 하는 동물인 것처럼 생각하는 것이다.
어린이를 이같이 파악하는 경우, 교사가 학생을 대하는 태도는 몹시 전제적이며, 강압적·권력적·지배적인 것이 특색이다. 이러한 관점에 입각하여, 학생들을 방치해 두면 언제까지나 자진해서 지식을 추구하는 일은 없을 것이므로, 그들의 인간형성에 필요한 지식이나 관념·사상을 교사가 직접 강압적으로 넣어주어야 한다고 보았다. 또, 그들을 자유롭게 방치해 두면 규율이 없어지고, 잘못을 범하며, 악에 빠지기 쉬우므로 교사가 잘 감독하고 지도해야만 한다고 보았다. 만일 교사를 따르지 않을때에는 적발하여 심하게 다루며, 경우에 따라서는 엄중하게 처벌해야 한다는 것이다.
비판
이러한 교사의 태도는 권위주의 또는 관리주의(管理主義)로, 이와 같은 경우의 대부분은 학생이 교사의 요구에 따라 자주적·능동적으로 활동할 수 없게 되고, 오히려 그 요구를 거절하거나 반항하게 된다. 그리고, 주입된 지식은 스스로 관여하지 않은 것이어서, 기껏해야 말의 암기에 그칠 뿐, 생생하고 생산적·창조적인 배움은 되지 못한다. 또한, 이렇게 배운 규율이나 생활형은 외면적·형식적이고 맹목적인 것에 불과하며 주체적·내면적·자각적인 것이 될 수 없다는 것이다.

### 자유주의 교육관
18세기의 루소 이래 새로운 교육운동을 지배하여 온 사상이며, 여러 나라에서 채택한 교육사상이기도 하다. 자유주의 교육관에서는, 본래 어린이들은 훌륭한 소질을 가지고 태어났으며, 그 소질은 어린이의 내부로부터의 자연적인 충동에 바탕을 둔, 자발활동을 통해서 자기발전을 하는 것으로 생각한다. 그리고, 교육이란 이 자발활동에 의한 자기발전이라고 주장한다.
이와 같은 어린이의 자연적인 본성과 자연충동에 대한 무조건적인 긍정, 그 자발성과 자연성장에 대한 예정조화설적(豫定調和說的)인 낙천주의적 신앙 위에 성립되는 것으로서, 교사에 의한 지도가 원칙적으로 부정되며, '일체를 내부로부터'라고 하는 것이 원리이다. 즉, 학생들은 구속하지 않아도 자연적으로 성장·발달하며, 훌륭한 인간으로 성숙한다는 것이다.
비판
이러한 교육관으로는 학생들이 만족할 만한 발달을 하지 못한다고 지적된다.

## 교사의 지도성과 권위
교사의 지도로 학생이 자주적인 자기활동을 하고, 효과적인 학습에의 자기활동이 성립되어 바람직한 발달이 기대될 수 있다면, 교사는 학생들을 자기의 지도 밑에 복종시킬 수 있어야만 한다. 권력을 이용해서 강제하고 명령을 내리는 방법으로는 목적을 달성할 수 없다. 중요한 것은, 교사의 지도에 복종하도록 강요하는 것이 아니라, 스스로 복종하도록 하는 것이다. 그렇게 하지 않고서는 학생의 자주적·능동적인 자기활동을 기대할 수가 없다.
학생들이 자진해서 교사를 따르게 되는 것은 교사를 존경하고 신뢰할 수 있는 때이다. 학생들은 자신이 존경하고 신뢰하는 교사의 지도에는 기꺼이 복종하고 그의 요구를 잘 받아들인다. 교사는 학생들에게 존경과 신뢰를 받음으로써 그들을 복종시킬 수 있는 정신적인 힘을 얻을 수 있게 되는 것이다. 그와 같은 권위가 구현될 때, 교사는 학생의 자주적·능동적인 자기활동을 유발하여 조직하고 발전시키는 지도력을 발휘할 수 있게 된다.
교사가 학생의 존경과 신뢰를 받기 위해서는, 먼저 교사가 학생들의 편이 되어 진정으로 염려해 주며, 자신들의 장래와 행복을 위해서 힘을 써 준다는 확신을 주어야 한다. 또한, 교사의 지도로 자신들의 힘이 신장(伸張)되고, 자신들의 요구와 염원이 달성될 수 있다는 것을 실감하고, 확신을 가지게 되어야 한다. 결국 교사가 교육애적인 정열을 갖고, 학생지도에 전력을 기울이고 있을 때, 그리고, 그 지도가 적절하고, 항상 학생의 학습목적을 효과적으로 달성시키며, 학생의 지적·인격적 발전을 확실하게 보장할 수 있게 될 때, 교사는 그들에게 신뢰와 존경을 받게 되며 권위를 얻어, 학생들에 대한 지도성을 발휘할 수 있게 된다.